# Georges-Jean Lemare
Cet article possède un paronyme, voir Georges Le Mare.
Georges-Jean Lemare, patronyme également orthographié Le Mare, né le 29 avril 1866 à Coutances et mort le 27 mars 1942 à Tunis, est un artiste peintre orientaliste français principalement actif en Tunisie.

## Biographie

### Jeunesse
Sa mère, Elise Bichue, née le 5 octobre 1842, est issue d'une famille de couteliers de Coutances. Ses parents appartenaient à des familles locales bien implantées.
Son père, Jules Pierre Le Mare, né à Hambye près de Coutances en 1831 et mort le 15 mai 1895, venait de familles rurales. Du côté de son père, ils étaient agriculteurs à Hambye. Professeur de lettres en grec et latin pendant 42 ans au lycée Lebrun de Coutances, il est également membre de la Société académique de Coutances et a produit de nombreuses études.
Dès son plus jeune âge, Georges Lemare éprouve un fort goût pour le dessin. Il est guidé dans cette voie par un vieil artiste local, qui enseigne au lycée de Coutances. Cependant, sa famille n'encourage pas cette vocation artistique et tente plutôt de l'orienter vers une carrière militaire.
Étant le seul garçon de la famille, avec une sœur prénommée Marguerite, et doué pour les études, il n'est pas facile pour lui de choisir une discipline artistique. Malgré cela, sa passion pour le dessin persiste.

### Âge adulte
En 1900, il parcourt une première fois la Tunisie aux fins d'exploration archéologique. Après avoir appris la peinture, il retourne en 1905 en Tunisie, où il effectue sa carrière notamment comme enseignant au collège Alaoui.

## Œuvres dans les collections publiques
- Chartres, musée des Beaux-Arts :
  - Nu féminin, huile sur toile 81 × 117 cm, 1920-1930, probablement exposé au Salon des artistes tunisiens de 1927, don d'Alain Lemare, petit-fils (« acquisitions récentes » présentées en 2023)[2].
- Tunis, cathédrale Saint-Vincent-de-Paul :
  - Il exécute la fresque située au-dessus du chœur de la cathédrale de 1928 à 1930 et représente trois idées au sein d'une même surface : à gauche, l'arrivée du père Jean Le Vacher en Tunisie pour plaidoyer en faveur des esclaves auprès du bey de Tunis au cours du XVIIe siècle ; à droite, la Tunisie du début du XXe siècle ; au centre, l'apothéose de saint Vincent de Paul[1].

Œuvres de Georges-Jean Lemare
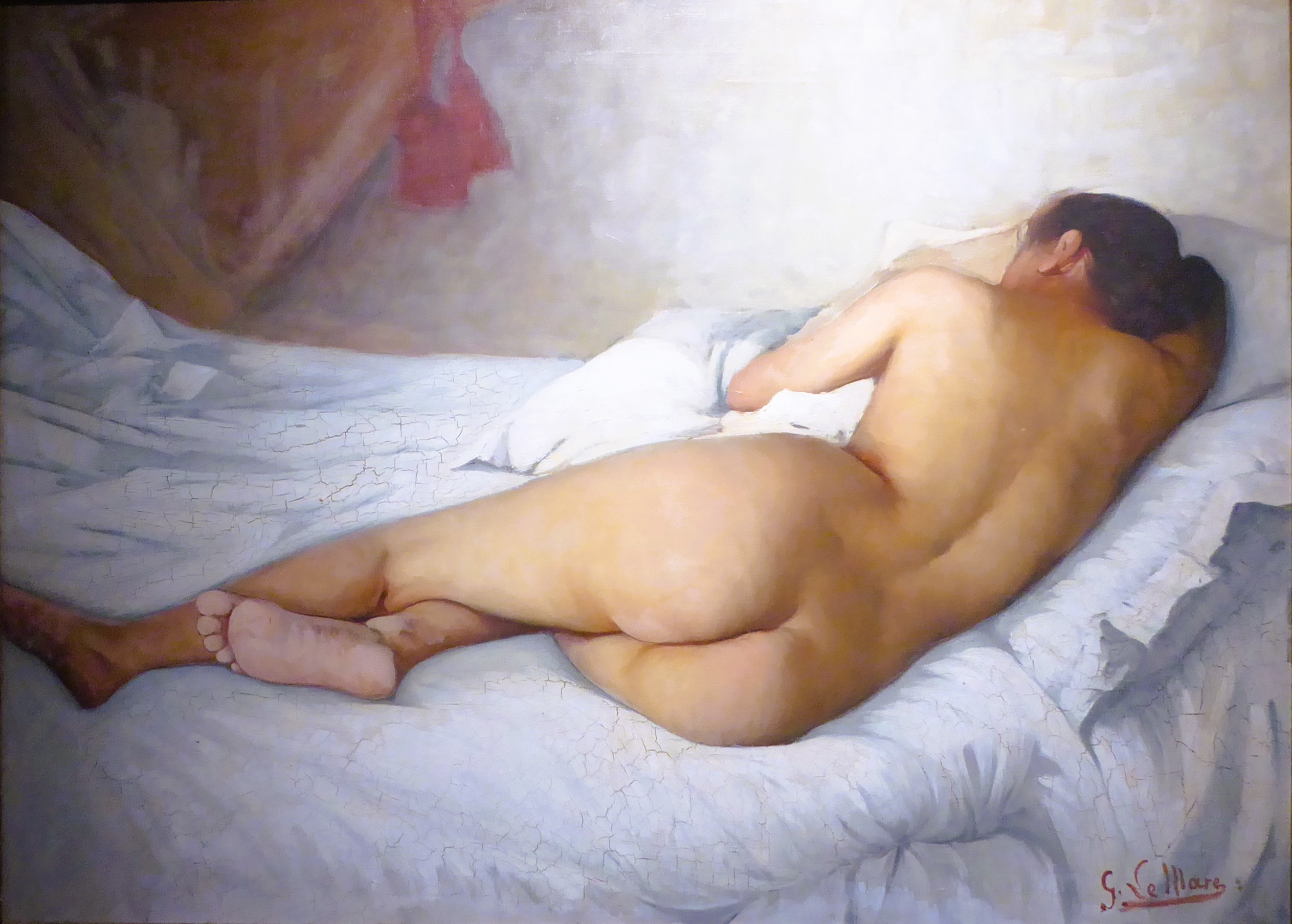
Nu féminin, 1920-1930, probablement 1927, musée des Beaux-Arts de Chartres.
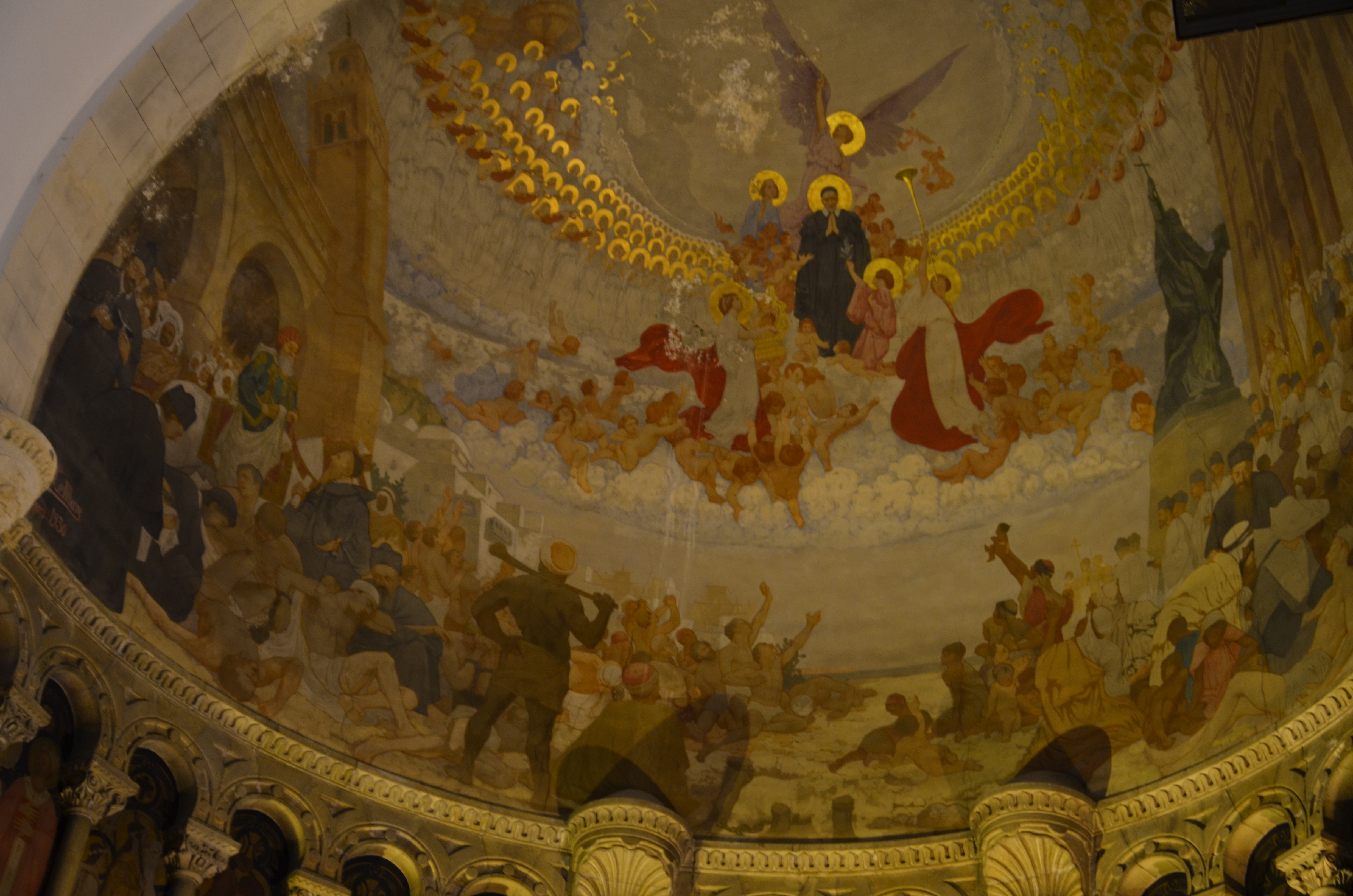
Intérieur de la coupole de la cathédrale Saint-Vincent-de-Paul de Tunis, 1928-1930.